# Nicolas-Pierre-Dominique Billard
Pour les articles homonymes, voir Billard (homonymie).
Nicolas Pierre Dominique Billard, né le 4 novembre 1766 à Chartres (paroisse Saint-Saturnin) et mort le 29 octobre 1831 à Paris, est un homme politique français.

## Biographie

### Ascendance
Nicolas-Pierre-Dominique Billard est le fils de Jean Baptiste Dominique Billard, avocat au parlement et au bailliage et siège présidial de Chartres, décédé à Chartres, paroisse Saint-Michel, le 25 décembre 1783, et de Geneviève Foreau de Trizay. Son grand-père paternel, Jean Baptiste Dominique Billard, époux de Louise Hervet, est avocat en parlement, élu des élections de Verneuil et de Châteauneuf-en-Thymerais, bailly de Crécy et subdélégué de l'intendant de la généralité d'Alençon. Son grand-père maternel, Nicolas Foreau, époux de Geneviève Touraille, est notaire à Chartres. Par sa mère, il est le neveu du maire Germain Nicolas Foreau et de l'épouse du maire Louis-Charles Masson, et le cousin germain de l'épouse d'Étienne François Simonneau.
Jean Baptiste Dominique Billard a un frère unique : Dominique Laumer, dit Billard de Saint-Laumer, qui sera également maire de Chartres, de 1815 à sa mort survenue en 1819,.

### Vie publique
Pendant la Révolution française, il vit à Paris où il fréquente avec ses amis Jean-François Collin d'Harleville et Antoine de Sartine, le salon de Madame de Sainte-Amaranthe où il rencontre notamment François Séverin Marceau.
Il est maire de Chartres du 26 thermidor an X (14 août 1802) au 12 mai 1815. En sa qualité de maire de Chartres, le 3 juin 1811 il reçoit solennellement Napoléon Ier et Marie-Louise qui séjournent du 2 au 4 juin dans l'ancien palais épiscopal, devenu depuis 1792 préfecture du département d'Eure-et-Loir (aujourd'hui musée des Beaux-Arts).
Ayant été révoqué par Napoléon Bonaparte pendant les Cent-Jours ; il est remplacé par son adjoint Claude-François Lion, ancien notaire à Chartres.
Après la seconde abdication de Napoléon Ier, il est à nouveau nommé maire et installé le 21 juillet 1815, mais cesse ses fonctions le 15 septembre 1815, ayant été élu député d'Eure-et-Loir le 23 août 1815. Il est remplacé par son frère, Dominique Billard de Saint-Laumer, lequel  meurt en exercice à l'âge de 50 ans, le 30 juillet 1819.

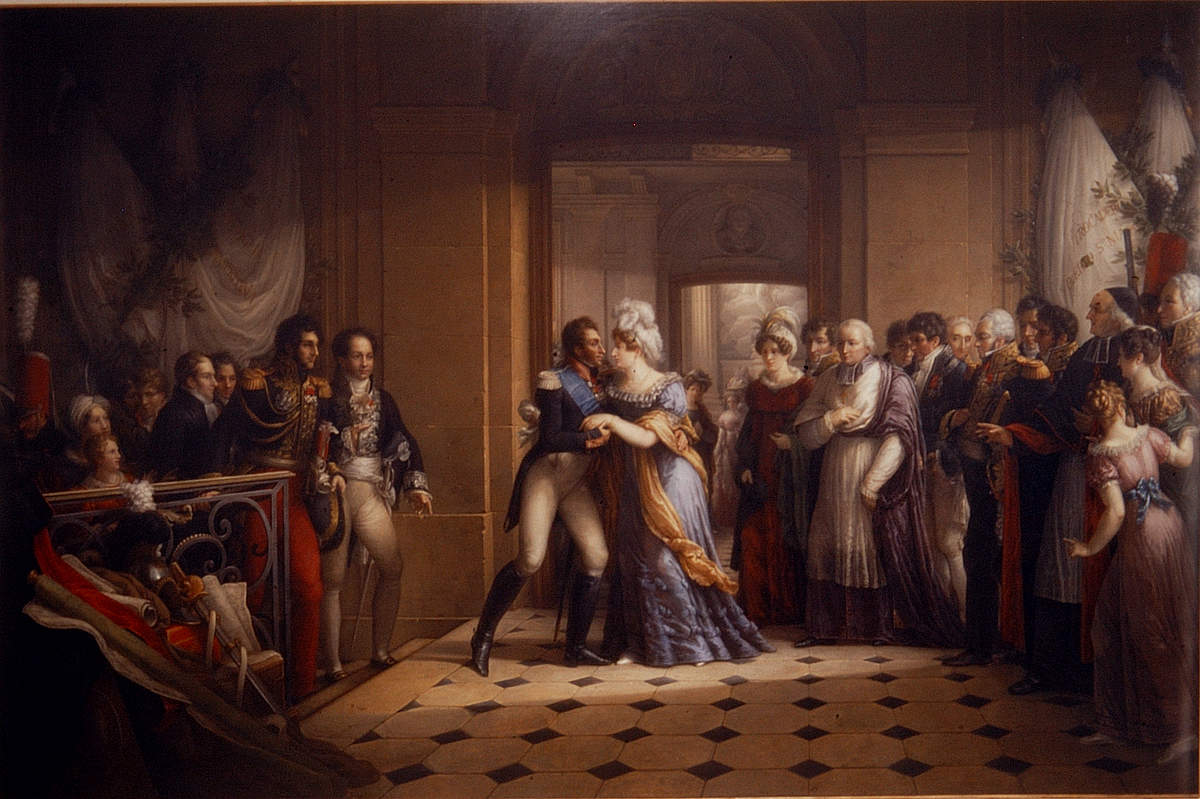
Entrevue du duc et de la duchesse d’Angoulême, Garnier, 1826.

Il redevient maire de Chartres, succédant à son frère décédé, de 1819 à 1830, légitimiste militant, il est élu le 22 août 1815 député d'Eure-et-Loir au collège de département et fit partie de la majorité de la Chambre introuvable.
Il fut membre du conseil général d'Eure-et-Loir.
Dans ses Notices historiques, C. de Chevrigny, qui l'a bien connu, écrit : « Peu instruit, peu spirituel, M. Billard avait de la bonté, du bon sens, et était dévoué à ses devoirs... Obligé de céder aux ordres absolus qu'il recevait, il faisait le possible pour diminuer les charges de la ville ou l'acerbité des mesures relatives aux personnes ».

### Mariage - descendance
Le 15 prairial an V (3 juin 1797), il épouse Marie Irène Claire Eugénie Brochard-Dufresne, fille de Pierre Nicolas Eloi Brochard du Fresne, conseiller et avocat du roi aux bailliage et siège présidial de Chartres, et de Marie-Rosalie Vallou de La Garandière.
Il a deux filles, dont Marie Valentine Anastasie Billard, épouse de Joseph Jacques Anne Grandet de Vauventriers, conseiller à la Cour de cassation et conseiller général de l'Eure,.
Au XXe siècle, les descendants en lignée masculine de la famille Billard s'appellent 'Comtes de Saint Laumer'.

## Distinctions et hommages

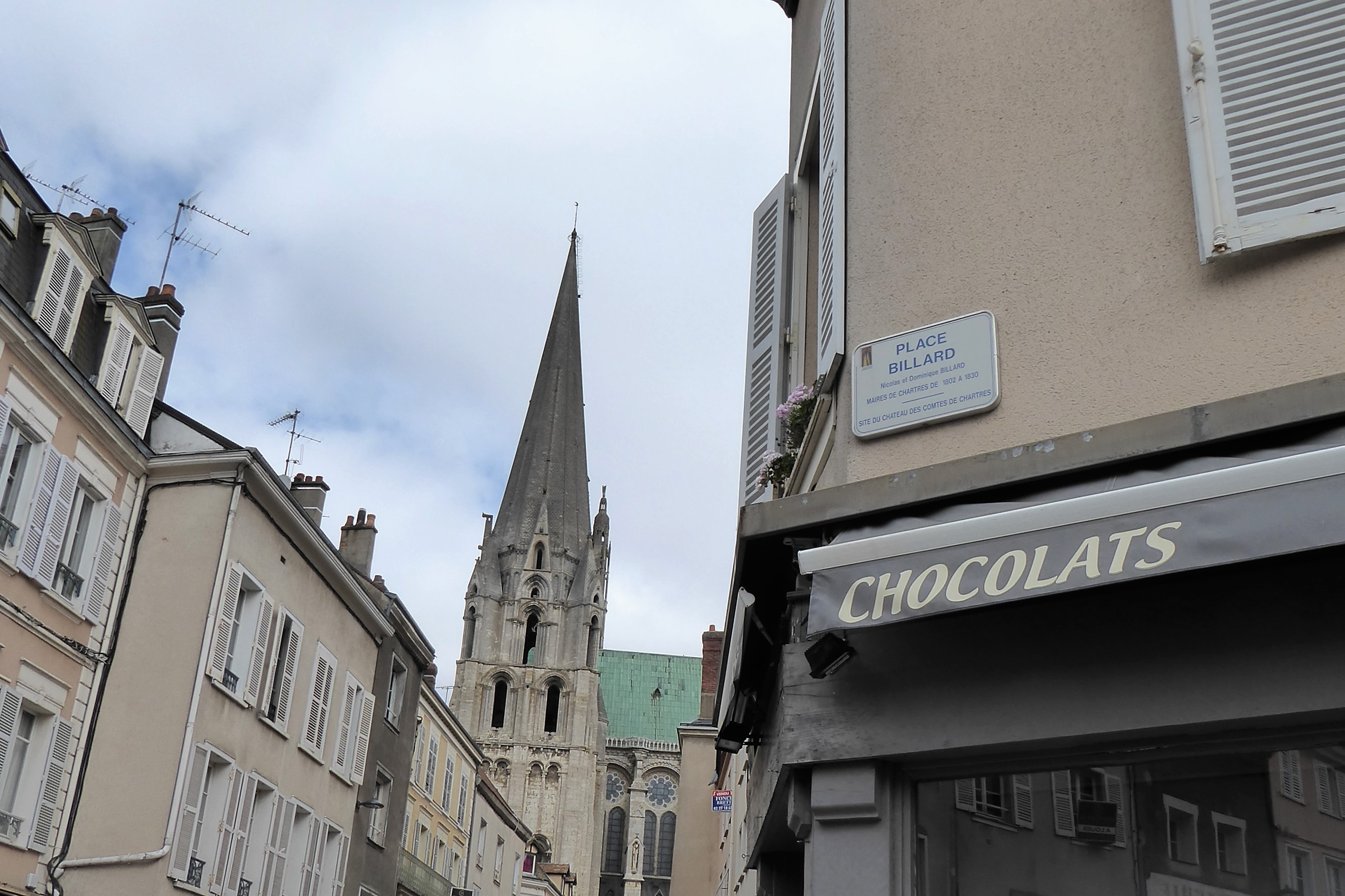
Plaque de la place Billard à Chartres.

- Chevalier de l'Empire, chevalier de la Légion d'honneur en 1811 et officier en 1821[8].
- La place du marché aux légumes de Chartres, la place Billard, porte l'inscription suivante : « Nicolas et Dominique Billard maires de Chartres de 1802 à 1830 - Site du château des comtes de Chartres ».